# Hans-Joachim Schilde
Hans-Joachim Schilde (* 25. Januar 1946) ist ein deutscher Fernsehjournalist und ehemaliger Pfarrer.

## Leben
Hans-Joachim Schilde hat in mehreren Filmen das Leiden der Menschen in der Dritten Welt gezeigt. Sein Spezialgebiet ist Burma, wo er mehrere Schulen und Krankenhäuser unterstützt.
Jochen Schilde lebt in Oslo. Zusammen mit Lothar Späth (verstorbener Ministerpräsident Baden-Württemberg) und Kaare Willoch (ehemaliger Ministerpräsident des Königreichs Norwegen) gründete er zu Beginn der 1990er Jahre die Deutsch-Norwegische Gesellschaft. Für sein gesellschaftliches Engagement verlieh Bundespräsident Richard von Weizsäcker ihm 1. September 1994 das Bundesverdienstkreuz.
Schildes Arbeitsweise gilt als manipulativ. Zwischen 1990 und 1994 drehte er für den Bayerischen Rundfunk mehrere Filme über den Sudan, worin er offenbar immer wieder dasselbe veraltete Bildmaterial verwendet hat, offenbar um „den Eindruck einer einheitlichen, weitgehend christlichen und für Freiheit und Demokratie stehenden Befreiungsfront SPLA im Süd-Sudan“ zu erwecken, der mit den tatsächlichen Verhältnissen in dem Land nichts zu tun hat. Wiederholende Manipulationen und falsche Vorwürfen gegen die Kinderhilfsorganisation Unicef, auch in Beiträgen für die ARD, führten zu einer gerichtlichen Auseinandersetzung.

## Werk

### Filme
- Höllisches Paradies: Ost-Timor. Bischof Belo kämpft für sein Volk (SF DRS, 1996).[2]

### Schriften
- Oh happy day: Topstars auf dem Weg zu Christus. Brockhaus, Wuppertal 1975, ISBN 978-3-417-00522-6.
- Sacharow's Manifest. Aktuelle Berichterstattung des Sacharow-Hearings 1975 in Kopenhagen, Dänemark. Friedensnobelpreisverleihung 1975 in Oslo, Norwegen. AS Brynes Forlag, 1975.
- Mein Geheimnis ist ganz einfach: Gespräch mit der Nobelpreisträgerin Mutter Teresa, Kalkutta. Kanisius-Verlag, Freiburg (Schweiz), Konstanz 1980.
- zusammen mit Max Schmid (Fotos): Norwegen. Reich, Luzern 1987, ISBN 978-3-7243-0236-0.
- Hitlers dødelige testament. Cappelen Damm, Oslo 2010, ISBN 978-82-0232-341-7.